# Hieracium cordatum
Hieracium cordatum es una especie de planta con flor del género Hieracium, de la familia Asteraceae, orden Asterales.

## Distribución
Hieracium cordatum se distribuye por Francia, España y Andorra.

## Taxonomía
Fue descrita científicamente por Scheele ex Costa. Fue publicada en Introd. Fl. Cataluña: 158 (1864).